# Pont de Rodelló
El Pont de Rodelló és un pont del terme municipal de Castell de Mur, a l'antic terme de Guàrdia de Tremp, al Pallars Jussà, en territori de la vila de Guàrdia de Noguera.
És al sud de la vila, en el Camí de Rodelló, quan aquest travessa la llau de Rodelló.